# Lex Franken
Alexander Franken, detto Lex (Utrecht, 1º aprile 1916 – Krefeld, 6 novembre 1990), è stato un pallanuotista olandese.
È stato un giocatore di pallanuoto olandese che ha partecipato alle Olimpiadi estive del 1936, conquistando il quinto posto. Ha giocato tutte le partite.